# Gmach Giełdy w Petersburgu
Gmach Giełdy w Petersburgu – budynek znajdujący się u zbiegu dwóch ramion Newy przy placu Giełdowym (ros. Биржевая Площадь, Birżewaja Płoszczad`) na cyplu Wyspy Wasylewskiej (Васильевский остров, Wasiljewskij ostrow). Od roku 1940 mieści zbiory Centralnego Muzeum Wojskowo-Morskiego. Jest przykładem monumentalnej budowli w stylu petersburskiego empire’u.

## Historia
Decyzja o zabudowie terenu na cyplu Wyspy Wasylewskiej została zatwierdzona w roku 1767. W latach 1783–1789 według projektu Giacoma Quarenghiego na brzegu Wielkiej Newy wzniesiono budynek Akademii Nauk, a także część budynku magazynowego. W ten sposób zabudowano okolice przyszłego gmachu Giełdy.
W roku 1783 rozpoczęto budowę Giełdy według projektu tego samego autora. Już w roku 1787 wstrzymano prace, gdyż realizowany projekt nie spełniał oczekiwań władz. Wykonanie nowego projektu powierzono francuskiemu architektowi Jean-François Thomasowi de Thomonowi. Nowy budynek, spełniający wymagania rosnącej ekonomiki Rosji, wznoszono w latach 1805-1810, jednak ukończono go w roku 1816. Przed budynkiem ustawiono dwie kolumny rostralne z rzeźbami symbolizującymi rzeki Rosji: Wołgę, Dniepr, Newę i Wołchow.
Według historyków XIX wieku wystrój budynku powierzono przebywającemu we Włoszech rzeźbiarzowi Wasylowi Demut-Malinowskiemu. W latach 1826–1832 według projektu Iwana Łukina wzniesiono budynki północnego i południowego magazynu oraz komory celnej, kończąc zabudowę cypla Wyspy Wasylewskiej. W latach 1913–1914 w głównej sali wykonano żelbetowy strop według projektu architektów Mariana Peretiatkowicza i Fiodora Lidwala.

## Opis
Gmach Giełdy otoczony jest kolumnadą w porządku doryckim z kolumnami o gładkich trzonach. We fryzie między tryglifami znajdują się puste metopy. Na osi budynku na kolumnadzie ustawiono grupę rzeźbiarską z dominującą postacią Neptuna z trójzębem. Nad kolumnadę wystaje ściana szczytowa z półkolistym oknem otoczonym promienistym obramowaniem. Architektura budynku wyróżnia się surowością, typową dla petersburskiego empire'u.

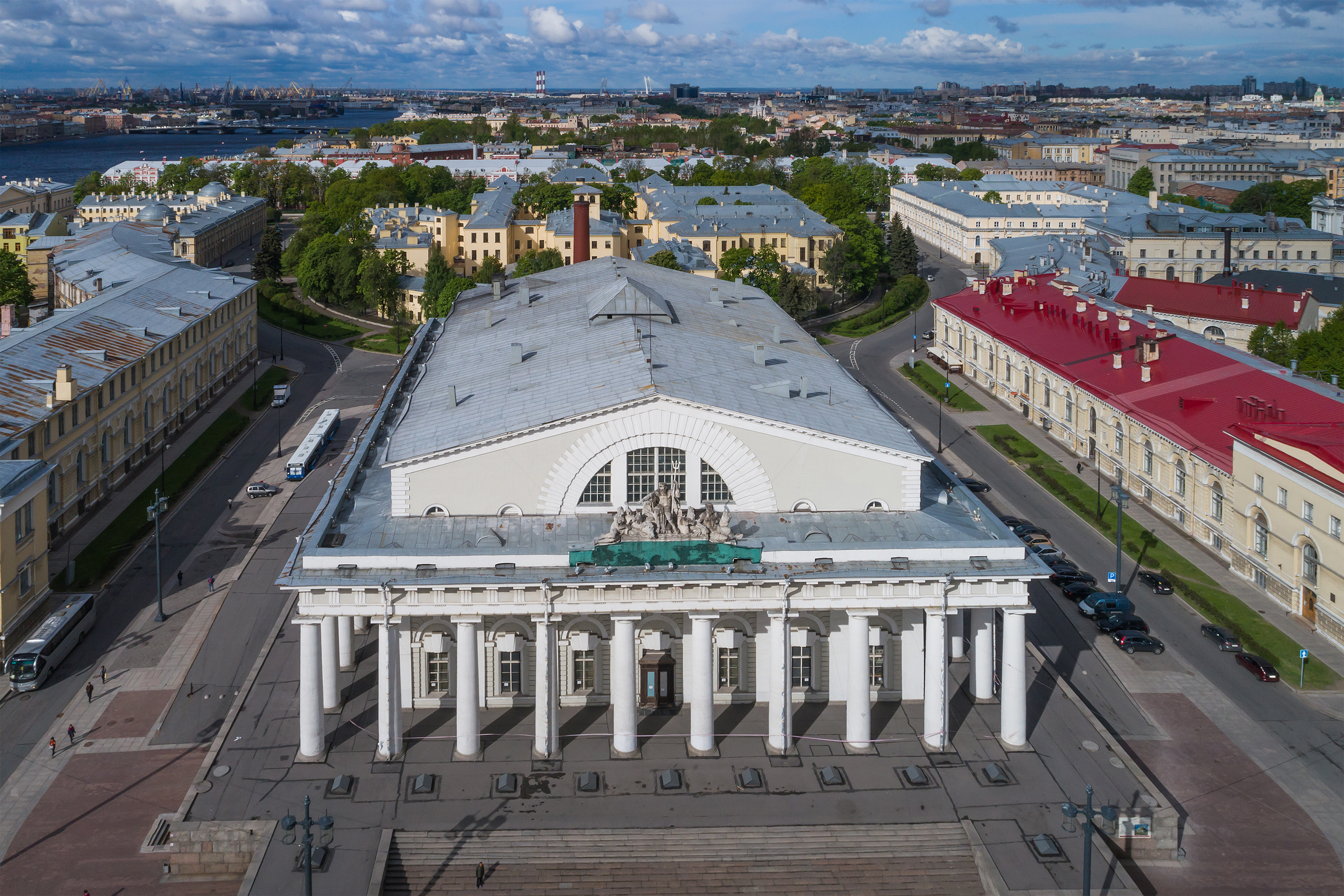
Fasada Giełdy
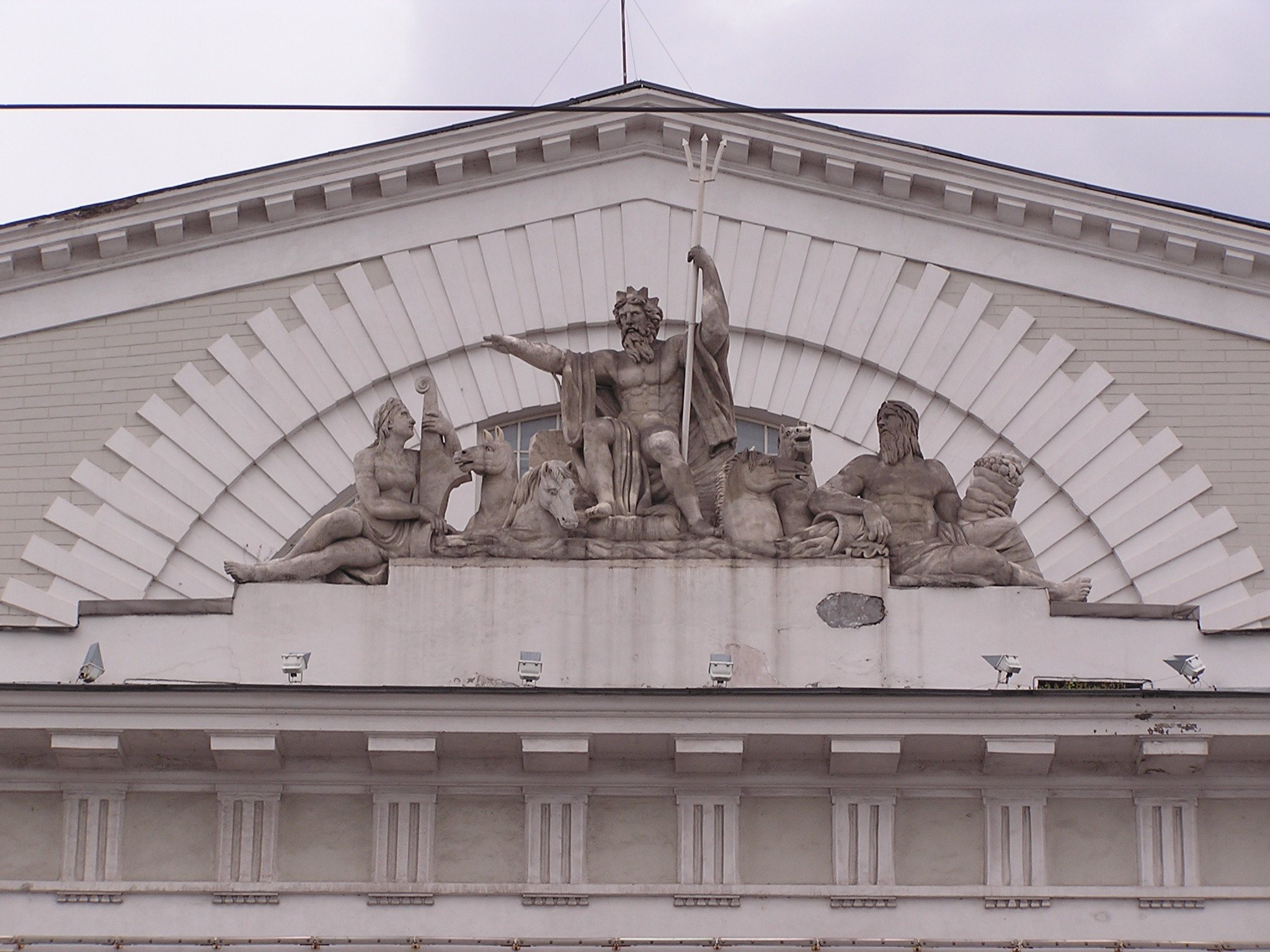
Rzeźba na fasadzie
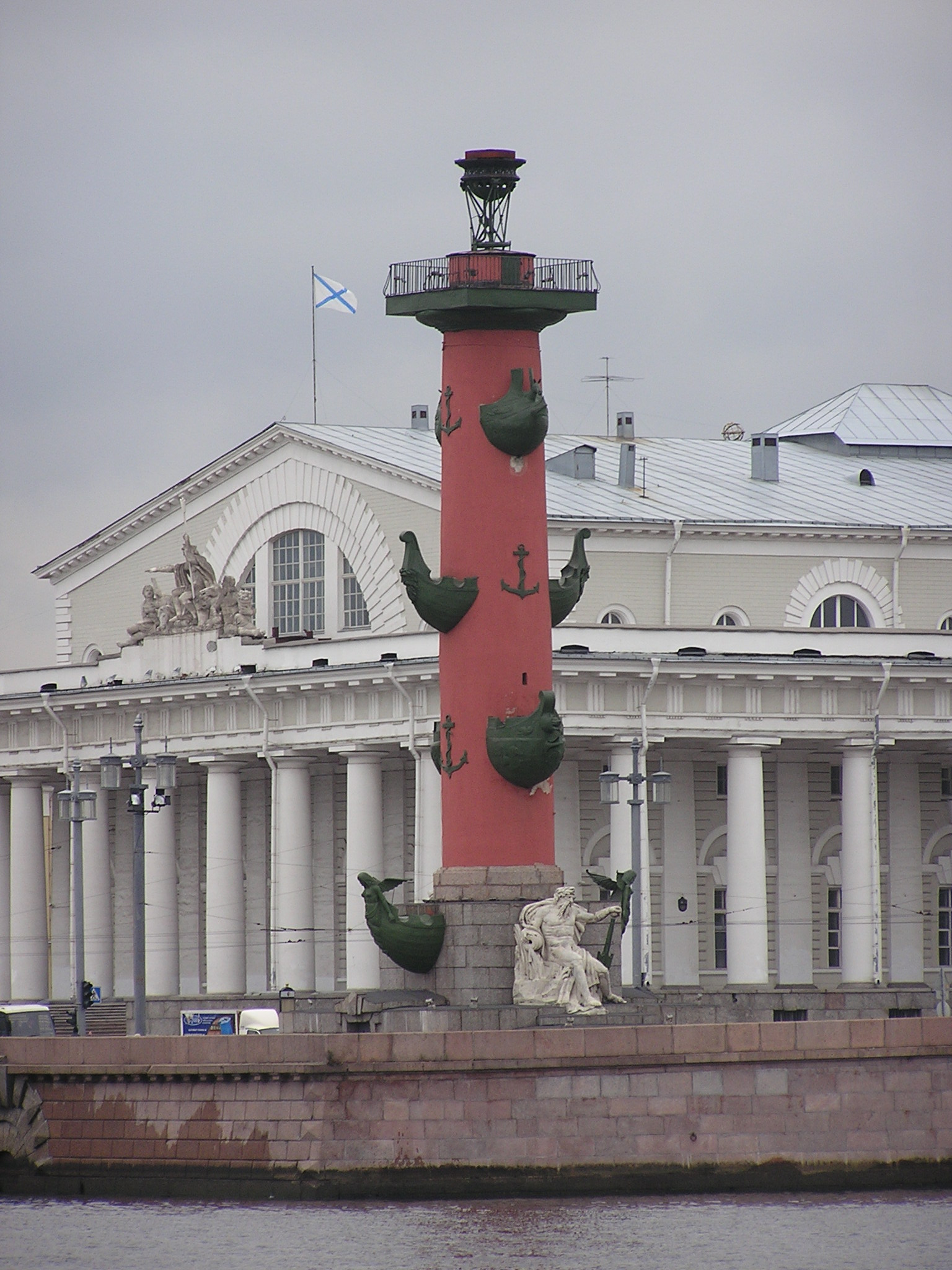
Kolumna rostralna